# Sacro Monte di Varese
(Samuel Butler, Alps and Sanctuaries of Piedmont and the Canton Ticino, 1881)
Il Sacro Monte di Varese sito a Varese, in frazione Santa Maria del Monte, è costituito da quattordici cappelle, dedicate ai misteri del Rosario, che conducono al santuario di Santa Maria del Monte, luogo di pellegrinaggio sin dal Medioevo, che funge da quindicesima cappella.
I lavori iniziarono nel 1604, lungo i due chilometri di un ampio percorso acciottolato. Grazie a munifiche donazioni, la costruzione fu assai più rapida di quella di altri sacri monti, e tredici cappelle furono terminate entro il 1623. Le statue e gli affreschi che le ornano costituiscono nel loro complesso un'elevata testimonianza dell'arte sacra seicentesca in area milanese.
Appartiene al gruppo dei nove Sacri Monti del Piemonte e della Lombardia inseriti nel 2003 dall'UNESCO nei patrimoni mondiali dell'umanità.

## Storia

### Il santuario di Santa Maria del Monte

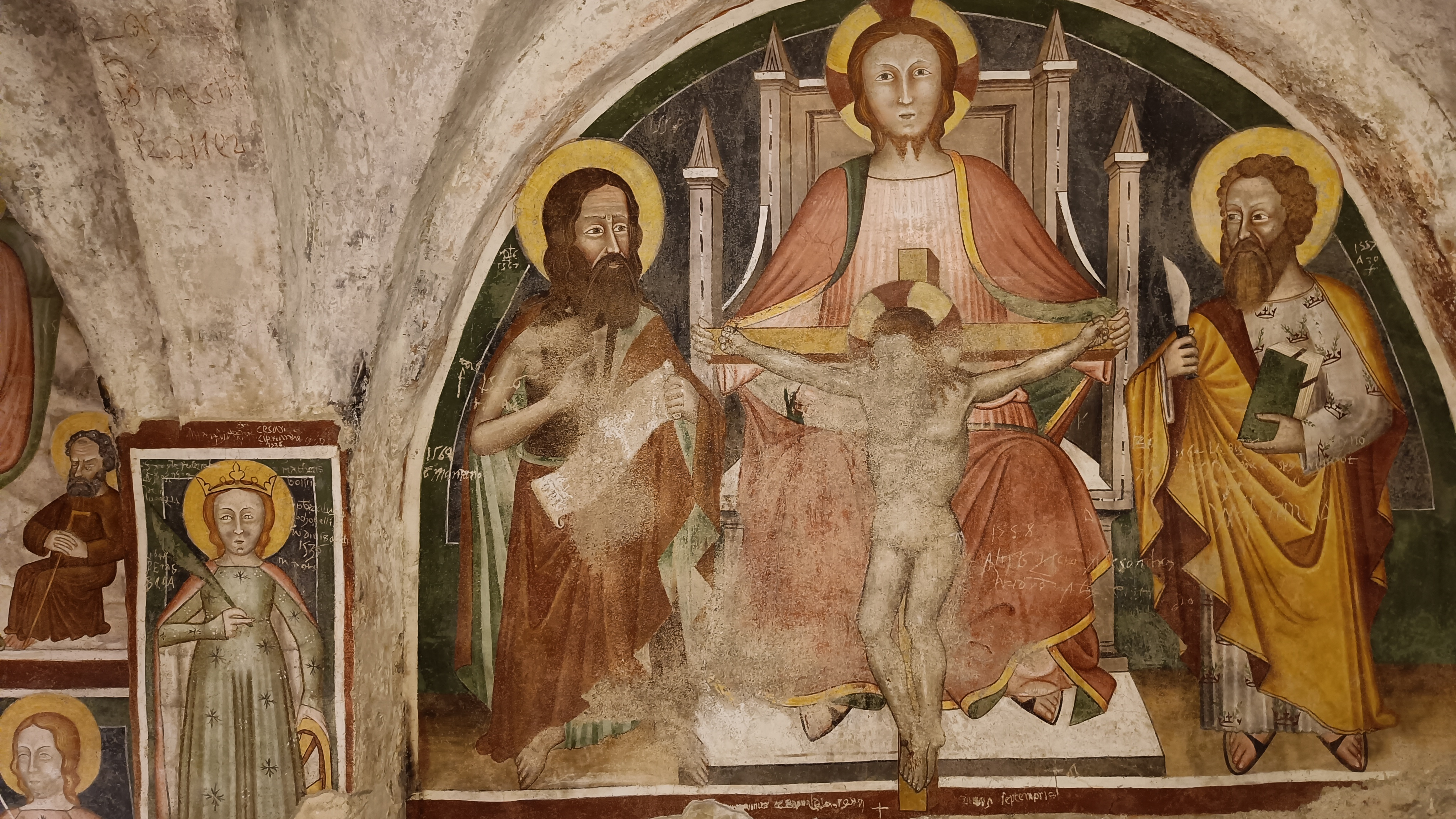
Cripta del santuario, affreschi del XIV secolo

Il Sacro Monte di Varese rispecchia pienamente l'idea secondo la quale un Sacro Monte deve collocarsi in un ambiente naturale di rilevante interesse paesaggistico, su un'altura dove preesiste una tradizione secolare di pellegrinaggi e di testimonianze di fede.
Il paesaggio del monte Orona (o Monte di Velate), posto all'interno del Parco regionale Campo dei Fiori, lungo le cui pendici si snoda la strada acciottolata lunga più di due chilometri che tocca le 14 cappelle, è quello tipico delle prealpi varesine, con grandi boschi di faggi, castagni e noccioli. L'altura (già secoli prima che si desse avvio, nel 1605, alla Fabbrica del Santissimo Rosario) era stata testimone di rilevanti manifestazioni di fede, la cui origine sconfina nella leggenda. Si vuole, infatti, che nel luogo in cui si trova il santuario dedicato alla Madonna (punto di arrivo del percorso devozionale) già nel IV secolo esistesse una modesta cappella fatta costruire da Sant'Ambrogio come ringraziamento per la vittoria sugli ariani.
Certa è l'esistenza in questo sito di un santuario romanico dell'XI secolo (di cui si è conservata la cripta), costruito forse su un precedente edificio altomedievale; esso era dotato all'esterno di un endonartece per accogliere i fedeli, perché già allora affluivano al santuario sul monte Orona persone provenienti d'ogni dove, sin da Milano e dal Canton Ticino. Attorno al santuario si venne progressivamente aggregando un borgo con case per i sacerdoti e per i laici che vi lavoravano e con ricoveri per i pellegrini.
Il santuario, ormai insufficiente ad accogliere i pellegrini, fu quasi interamente ricostruito nel 1472 su disegno dell'architetto Bartolomeo Gadio, assumendo un impianto con tre navate e tre absidi, disposte a triconco. Ad un successivo ampliamento è dovuto il prolungamento della navata centrale verso l'ingresso.
Ancora nella seconda metà del XV secolo le beate Caterina da Pallanza e Giuliana da Busto Arsizio, divenute poi fondatrici dell'Ordine delle Romite ambrosiane, si ritirarono in un romitorio adiacente al santuario per condurre una vita di preghiera; il loro esempio fu seguito da altre giovani. Nel 1474 papa Sisto IV concesse alla comunità di erigere un monastero, ed il 10 agosto 1476 le religiose presero il velo.

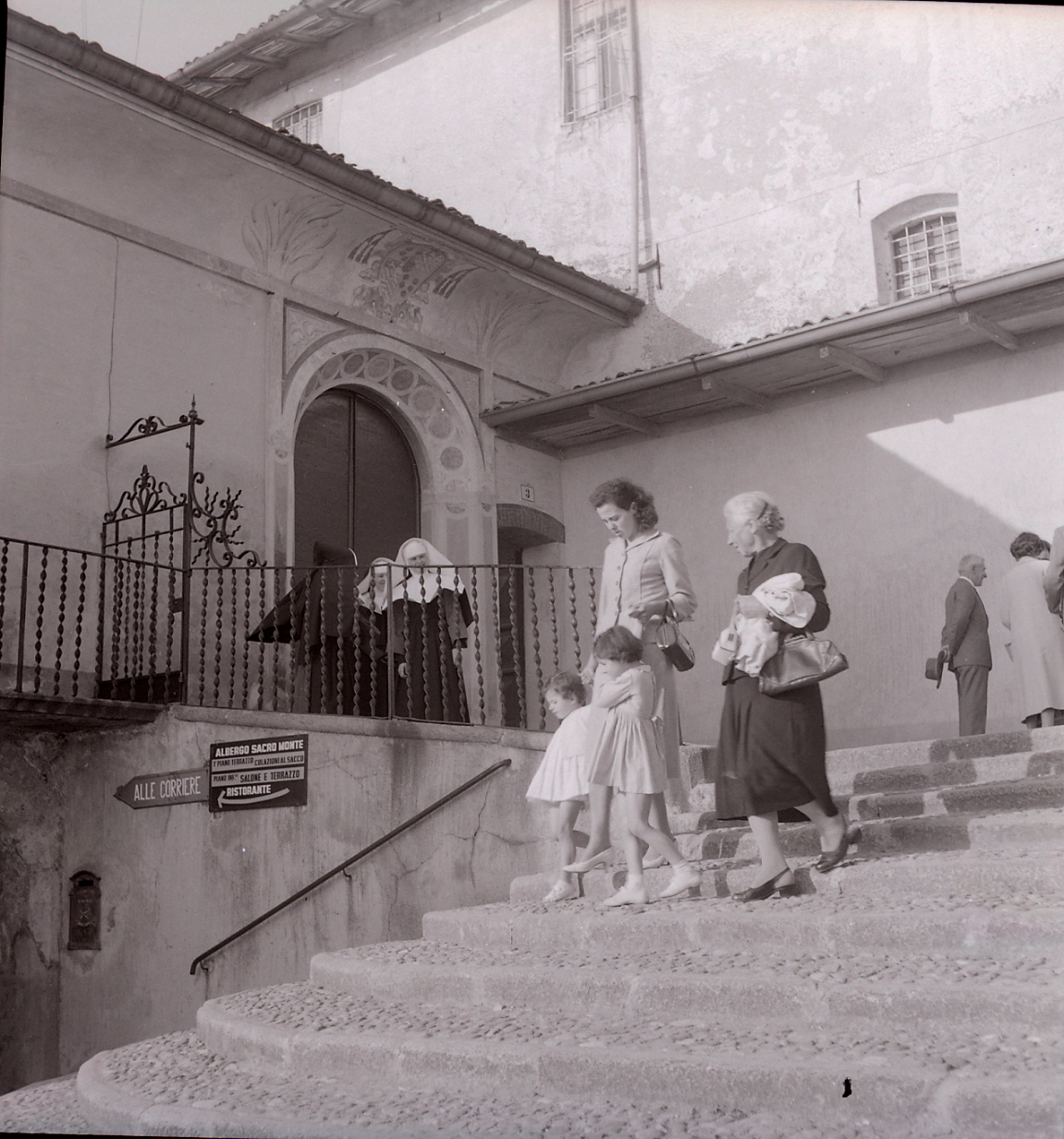
La piazzetta del monastero nel 1980: sullo sfondo il cosiddetto "portone dell'acqua", che dà accesso alla corte dedicata ai visitatori.

Già poco dopo la ricostruzione quattrocentesca del santuario, appoggiata da Gian Galeazzo Maria Sforza, si assisté ad un fluire numeroso di artisti di area milanese per realizzarne l'apparato decorativo. Tra questi – quali rappresentanti delle illustri botteghe di intagliatori che operarono tra la seconda metà del XV e la prima metà XVI secolo in area milanese – vanno ricordati il Maestro di Trognano autore dei pannelli lignei che ornavano l'altare maggiore, e Andrea da Milano autore del gruppo scultoreo raffigurante la Adorazione dei Magi tuttora presente nel santuario. Altre opere ed arredi liturgici, già appartenenti al santuario, sono conservate nel Museo del santuario, conosciuto anche come Museo Baroffio.
Va ricordato anche che sul finire del XVI secolo le Romite Ambrosiane avevano promosso la realizzazione, nel perimetro claustrale, di alcune cappelle dedicate alla Passione di Cristo popolate di statue policrome.
Durante il XVII secolo, parallelamente ai lavori nella Fabbrica del Santissimo Rosario, vennero chiamati al santuario artisti attivi anche in altri Sacri Monti, quali Giovanni Mauro della Rovere detto il Fiammenghino (autore dell'affreschi delle navate laterali) ed i fratelli Prestinari (probabili autori del gruppo ligneo della "Presentazione di Gesù al Tempio").

### La fondazione del Sacro Monte
Fu proprio una delle romite del monastero, suor Maria Tecla Cid, a concepire all'inizio del XVII secolo l'idea di un percorso capace di mettere agevolmente in comunicazione la pianura di Varese con il santuario ed il borgo sul monte di Santa Maria, offrendo il conforto di soste e l'occasione di meditare sui Misteri del Rosario. In precedenza l'unico accesso al Santuario seguiva l'impervio sentiero che ancor oggi collega il rione di Velate al Sacro Monte e al Campo dei Fiori, passando da un luogo, il Monte San Francesco in Pertica, che per secoli aveva ospitato una torre di avvistamento romana prima e una delle più antiche comunità francescane poi.

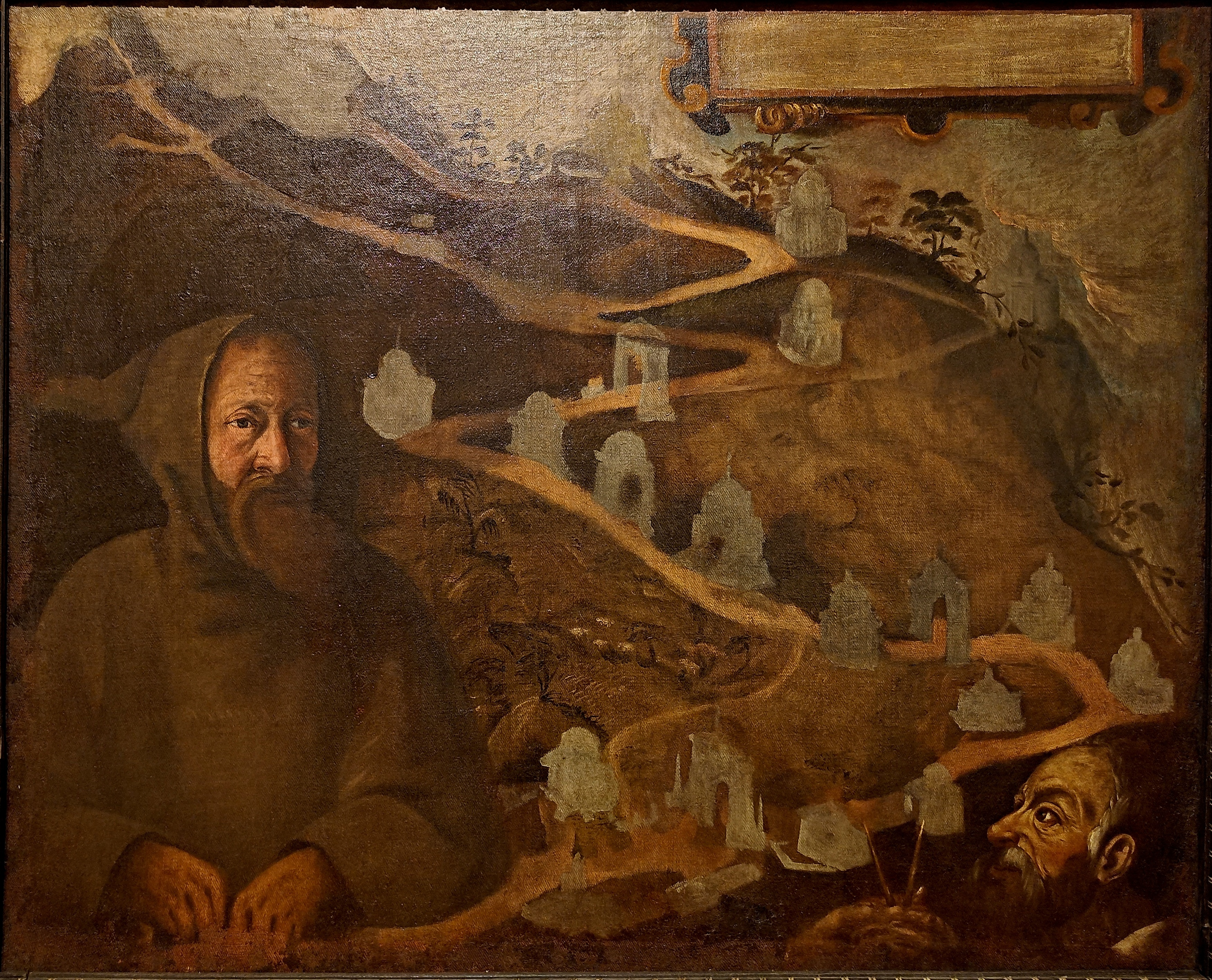
Ritratto di Giovanni Battista Aguggiari e Bernascone con il progetto del Sacro Monte, Museo Baroffio e del Sacro Monte, XVII secolo

L'idea trovò entusiastico appoggio ed infaticabile sostegno organizzativo del padre cappuccino Giovanni Battista Aguggiari che provvide a coinvolgere nell'impresa alcune nobili famiglie milanesi e ad estendere la raccolta di fondi alle comunità dei fedeli di numerosi paesi su un ampio territorio circostante.

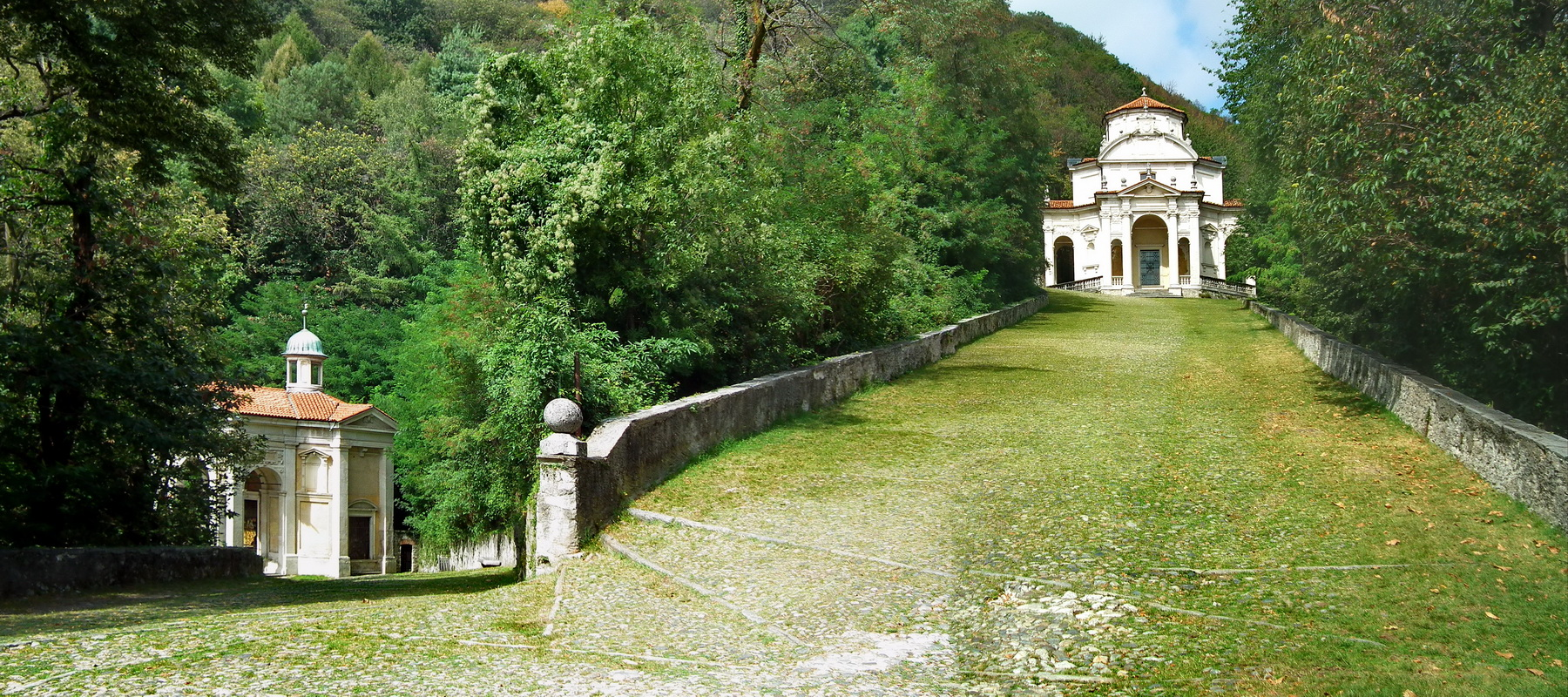
Terza e Quinta cappella (viste dalla Quarta)

Nel 1604 fu convocato l'architetto Giuseppe Bernascone, detto "il Mancino", per il progetto delle diverse cappelle e del percorso scenografico lungo le pendici del monte: fu lui il vero regista artistico della realizzazione dell'intero complesso devozionale.
Prese in tal modo l'avvio, nel 1604, la Fabbrica del Ss. Rosario sotto gli auspici del cardinale Federigo Borromeo e del suo delegato per il sacro monte, l'arciprete Alessandro Mazenta. Si deve ricordare, al proposito, che la recita del rosario era stata codificata nella forma attuale da papa Pio V nel 1569 ed era diventata popolare dopo la battaglia di Lepanto (1571). Da allora, aveva avuto una formidabile espansione come recita collettiva anche nei riti processionali. Si comprende così quanto dovesse comparire desiderabile ed urgente che le numerose processioni al santuario di Santa Maria potessero svolgersi nella cornice teatrale di un'ascesa scandita dalla successione ritmica delle preghiere con momenti di sosta nei quali meditare di fronte ai Misteri raffigurati plasticamente ed in maniera vivida nelle cappelle.

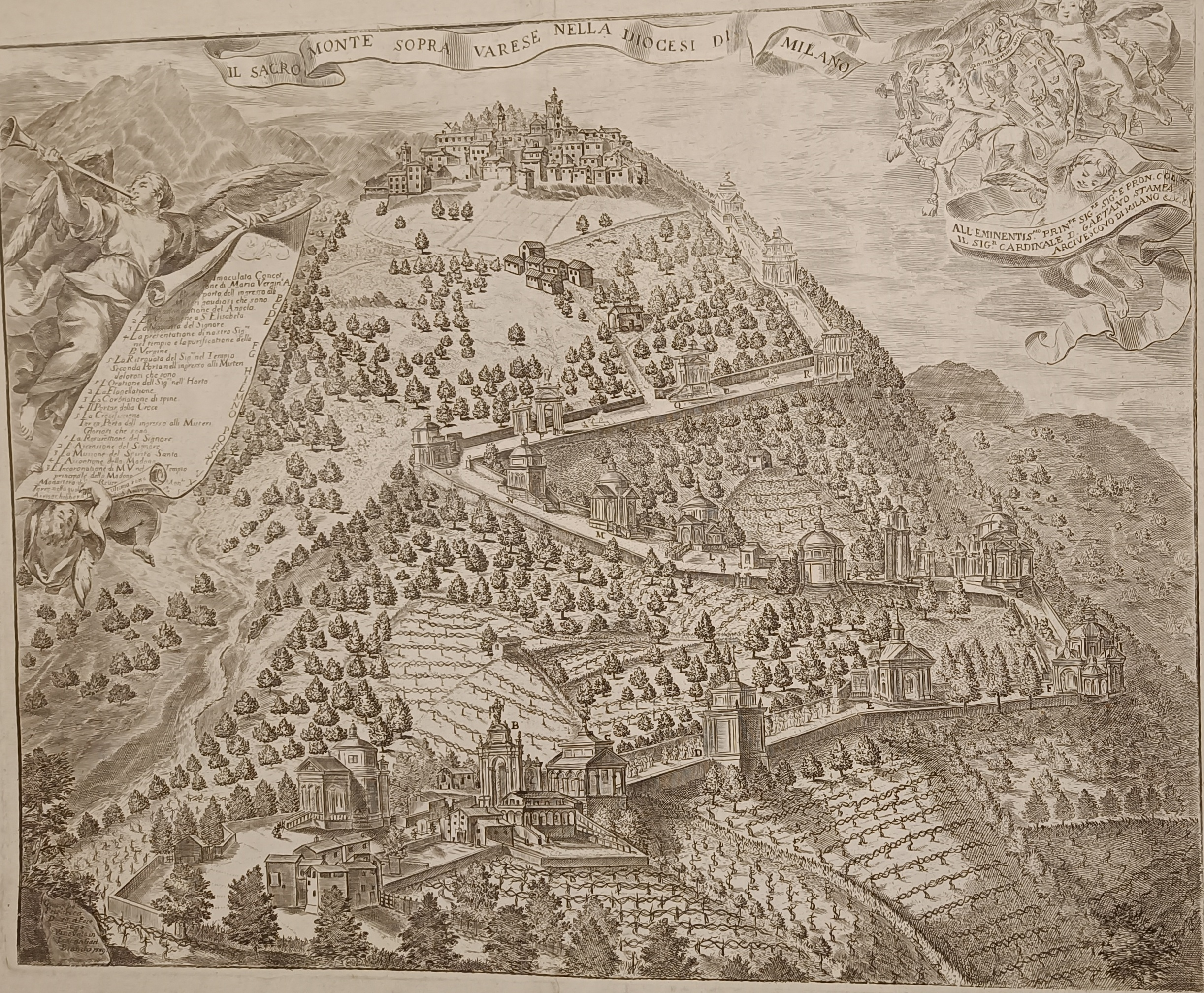
Giuseppe Petrarca, Sacro Monte di Varese, 1739, incisione

La costruzione del Sacro Monte di Varese fu molto più rapida di quella di altri Sacri Monti, e tredici delle quattordici cappelle previste furono terminate entro il 1623. Nel 1698 i lavori risultavano completati nella forma attuale, comprese le statue in terracotta dipinta e gli affreschi che hanno il compito di ampliare illusivamente le scena dei vari Misteri.
La rapidità dei lavori nei primi vent'anni della Fabbrica del Ss. Rosario (che apparve a quei tempi cosa miracolosa) fu frutto non solo delle disponibilità finanziarie, ma anche di indubbie capacità organizzative di padre Aguggiari e degli altri "deputati della Fabbrica": i tanti tipi di diversa manodopera necessaria (muratori, carpentieri, stuccatori, ecc.) furono reclutati con cedole di appalto esposte nei mercati di Como, Lugano e Varese.
Sino al 1610 i lavori furono coordinati dai "deputati" della Fabbrica; successivamente vi fu un interessamento diretto e costante da parte di Federico Borromeo. Nel 1612, dopo una visita pastorale, egli scrisse i Decreti che disciplinavano, in modo a volte anche dettagliato, il piano di realizzazione del Sacro Monte, in specie per il programma iconografico che doveva ispirarsi ai canoni artistici post-tridentini. Nello stesso periodo il cardinale milanese soprintendeva anche alla realizzazione del Sacro Monte di Orta ed a quello di Arona. Il complesso prealpino dei Sacri Monti piemontesi e lombardi doveva, nei suoi disegni, configurarsi come una sorta di ideale sbarramento difensivo della fede contro la Riforma protestante diffusasi nel nord Europa fatto da alture sacralizzate, testimonianze di una fede popolare antica e dell'impegno controriformistico della chiesa cattolica.
Dopo l'interruzione dovuta alla peste del 1630-32, proseguirono soprattutto i lavori di decorazione delle cappelle, che nel 1698 furono, come detto, completati.

## Descrizione

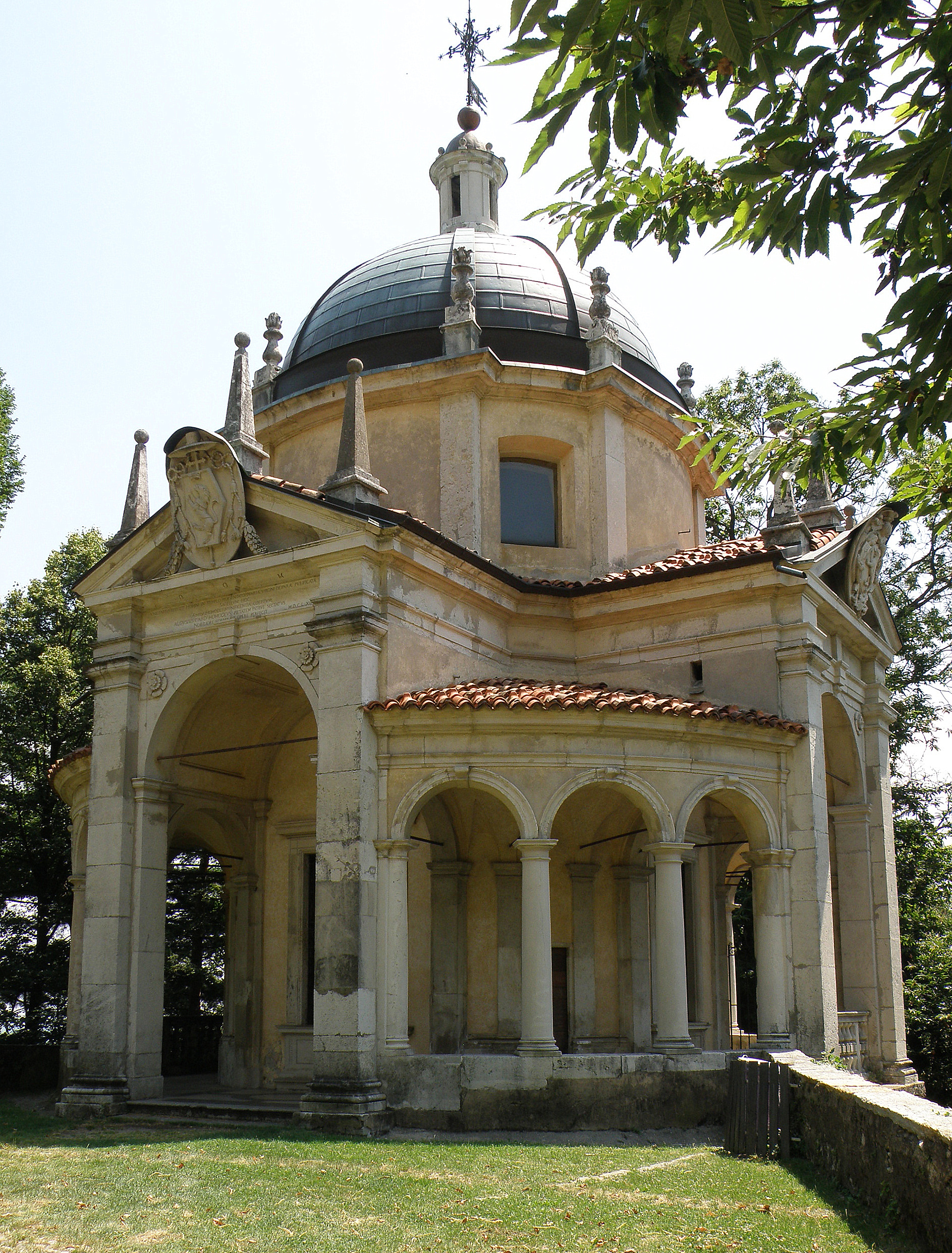
Quarta cappella

Il Sacro Monte di Varese, per la qualità degli artisti che parteciparono alla sua realizzazione, costituisce una testimonianza di grande rilievo della cultura artistica sviluppatasi nel Ducato di Milano.

### Architettura delle cappelle
Il maggior fervore di attività, nel corso del XVII secolo, si registrò ovviamente attorno alle cappelle del Sacro Monte. Qui la qualità artistica di Giuseppe Bernascone, detto "il Mancino" si apprezza innanzi tutto nella sua capacità di rappresentare "in forma di monumento" la preghiera del Rosario fondendo armonicamente tra loro strutture architettoniche e paesaggio. Questa sua attitudine "scenografica" – che gli valse anche il coinvolgimento nel cantiere del Sacro Monte di Locarno – si palesa nella duplice attenzione a come lo spettatore dovesse percepire da lontano lo snodarsi delle cappelle e degli archi trionfali lungo il tracciato dell'ampia strada acciottolata, ed a come il pellegrino dovesse godere, da alcune cappelle, del panorama verso la pianura ed il lago di Varese. Non è a caso la presenza di alcune cappelle, attorno alle quali corre un porticato che invita il visitatore ad ammirare il paesaggio tutt'intorno.
Si è osservato che:
(Luigi Zanzi, scheda su Giuseppe Bernascone, in Zanzi, L. e Zanzi, P. (a cura di), op. cit. in bibliografia)
È stato dunque ipotizzato, stante la concezione singolarmente unitaria del Sacro Monte di Varese, che il Bernascone, almeno sino al 1627, abbia assunto un ruolo di "regista- scenografo" discutendo le soluzioni da adottare per ciascuna "cappella misterica" con gli artisti chiamati a popolarle di statue e di affreschi. Da alcuni di tali artisti egli dovette anche ricevere idee e consigli; in primis da Pier Francesco Mazzucchelli detto il Morazzone, chiamato ad affrescare la VII cappella (La flagellazione) quando ormai aveva acquisito fama di pittore in grado di interpretare con somma perizia quel realismo figurativo e quegli slanci mistici, capaci di infondere nei fedeli sentimenti di pietà e di devozione, in accordo con il programma pedagogico che il cardinal Federico Borromeo affidava all'arte sacra.

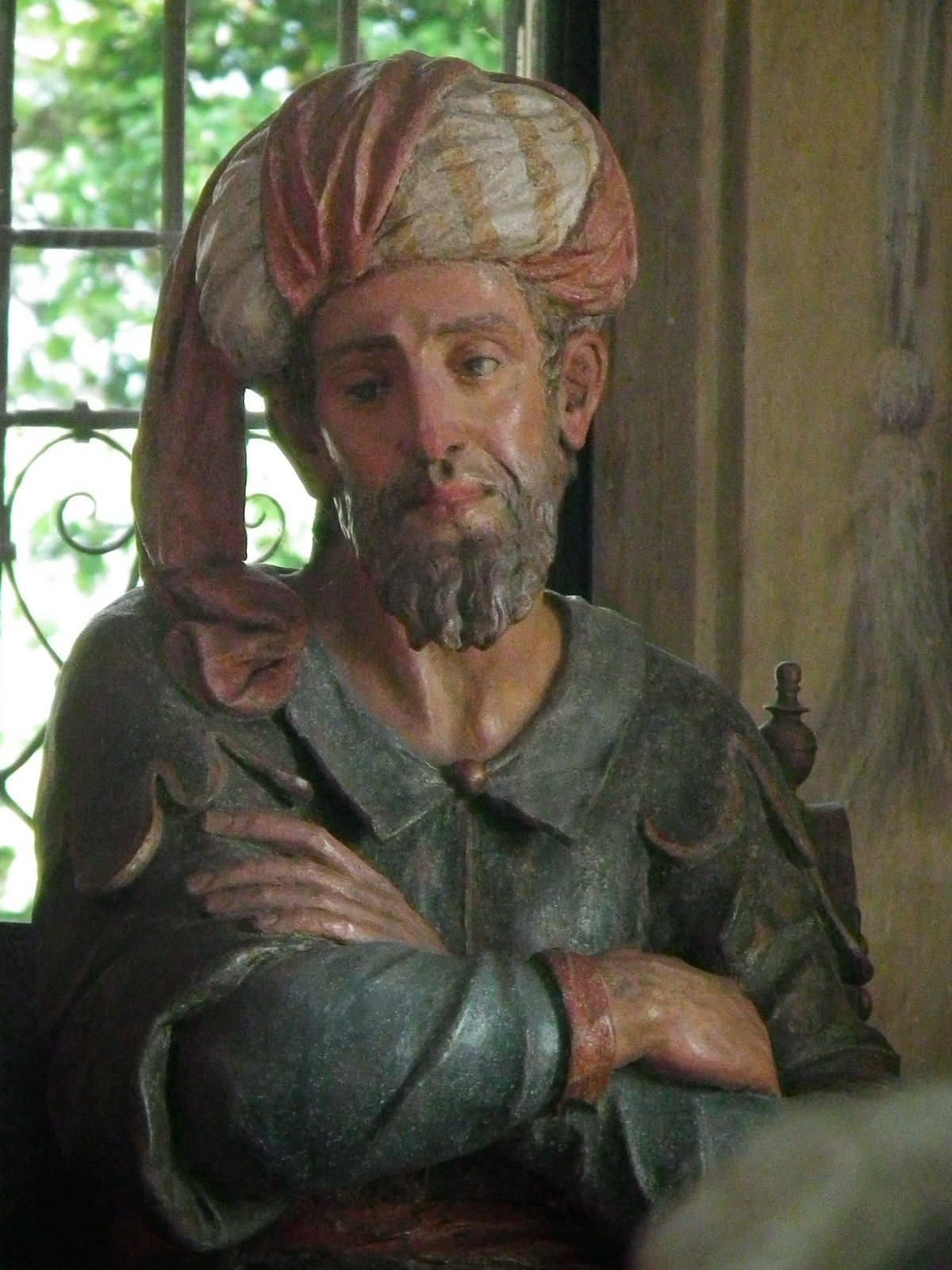
Francesco Silva, statua della V cappella, Disputa di Gesù coi dottori

### Decorazione delle cappelle
Vennero chiamati alla realizzazione delle cappelle un nutrito gruppo di artisti accomunati dalla condivisione della concezione federiciana dell'arte e dalla esperienza di lavori nei Sacri Monti piemontesi e lombardi realizzati in un linguaggio che va, senza contrasti stilistici, dal manierismo al barocco. Va citata, tra di essi, la presenza di plasticatori come i fratelli Marco Antonio Francesco e Cristoforo Prestinari, Dionigi Bussola, Giovanni Ghisolfi, Martino Retti e Francesco Silva, e di pittori come il già citato Morazzone, Carlo Francesco Nuvolone, Antonio Busca, i fratelli Giovan Battista e Giovanni Francesco Lampugnani, Francesco Maria Bianchi ed altri. Assieme al Bernascone, essi hanno conferito al Sacro Monte di Varese la fisionomia di una sorta di museo all'aperto di quella stagione alta del Seicento lombardo che ruota attorno alla figura di Federico Borromeo.
Le cappelle, come i Misteri del Rosario, sono divise in gruppi di cinque, separati tra loro da archi trionfali e da fontane per il ristoro dei pellegrini. Le cappelle realizzate dal Bernascone sono quattordici, una in meno dei Misteri del Rosario, poiché il santuario – meta del percorso – assume la funzione di quindicesima ed ultima cappella, grazie alla costruzione, avvenuta in quegli anni, di un nuovo altare in marmo dedicato alla Incoronazione della Vergine, che racchiude una trecentesca statua lignea, icona oggetto di speciale venerazione.
| n.   | Architettura | Soggetto della cappella                                     | Descrizione | Immagine |
| ---- | ------------ | ----------------------------------------------------------- | --- | -------- |
| I    |              | L'Annunciazione                                             | Statue opera di Cristoforo Prestinari |          |
| II   |              | La Visitazione                                              | Affreschi di Giovanni Paolo Ghianda, sculture di Francesco Silva |          |
| III  |              | La Natività                                                 | Affrescata all'interno e all'esterno da Carlo Francesco Nuvolone; la Fuga in Egitto di quest'ultimo, dipinta sul muro esterno, si deteriorò col passare dei secoli e nel 1983 venne sostituita con un analogo soggetto opera di Renato Guttuso. Le statue della scena interna sono probabilmente opera di Martino Rezzi. |          |
| IV   |              | Presentazione di Cristo al Tempio                           | Realizzata grazie ai finanziamenti del cardinale Luigi Alessandro Omodei (il cui stemma appare sul frontone), con affreschi di Giovanni Ghisolfi e sculture di Francesco Silva |          |
| V    |              | Disputa al Tempio                                           | Contiene 22 statue di Francesco Silva, colorate da Carlo Francesco Nuvolone. |          |
| VI   |              | Agonia di Gesù nell'Orto degli Ulivi                        | Le statue all'interno sono di Francesco Silva, gli affreschi di Bartolomeo Ghiandone (restaurati da Girolamo Poloni negli anni 1920). |          |
| VII  |              | La Flagellazione                                            | Realizzata su committenza dei fratelli Girolamo e Francesco Litta, è considerata fra le realizzazioni migliori. Gli affreschi del pronao e dell'interno sono opera di Morazzone; le statue in terracotta (tra le quali spiccano la Pietà, il san Girolamo e il san Francesco) sono di Martino Rezzi.                     |          |
| VIII |              | La Coronazione di spine                                     | Con statue di Francesco Silva e affreschi di Giovan Battista (1587-1668) e Giovan Paolo Recchi (1606-1686), allievi del Morazzone |          |
| IX   |              | La salita al Calvario                                       | Contiene venti statue create da Francesco Silva e affreschi di Gianpaolo Recchi. Sul muro rivolto verso la valle è affrescato (e quasi del tutto sbiadito) l'Ecce Homo di Stefano Maria Legnani, detto il Legnanino. |          |
| X    |              | Crocifissione                                               | Ospita cinquanta statue in cotto di Dionigi Bussola, realizzate nel terzo quarto del XVII secolo; coevi sono gli affreschi, opera di Antonio Busca. |          |
| XI   |              | Resurrezione                                                | Ospita nove statue di Francesco Silva (1622) e affreschi (con scene del Paradiso e delle Apparizioni di Gesù a Maria, alla Maddalena ed agli Apostoli) di Isidoro Bianchi. |          |
| XII  |              | Ascensione                                                  | Fu realizzata grazie ai finanziamenti dei nobiluomini milanesi Pietro e Antonio Carcano, il cui stemma di famiglia appare sul frontone. Tutta la decorazione plastica fu realizzata nel 1632 da Francesco Silva. Gli affreschi furono rifatti negli anni 1920.                                                           |          |
| XIII |              | Discesa dello Spirito Santo                                 | Francesco Silva ha modellato le quindici statue in terracotta, mentre gli affreschi sono di Federico Bianchi. |          |
| XIV  |              | Assunzione di Maria                                         | Le statue sono opera di Francesco Silva, mentre il ciclo di affreschi fu iniziato da Stefano Legnani nel 1717 e concluso da Pietro Gilardi. |          |
| XV   |              | Incoronazione di Maria (Santuario di Santa Maria del Monte) | L'ultima cappella è costituita dal santuario, il cui altare maggiore, imponente "macchina" barocca eretta da Giuseppe Rusnati nel 1660, rappresenta l'incoronazione della Vergine e custodisce l'antica effigie della "Madonna nera".                                                                                    |          |

Il borgo di Santa Maria del Monte, dove si trova il santuario (quota 844 m s.l.m.), è collegato al resto della città, oltre che da una linea automobilistica urbana (linea C), anche attraverso una funicolare: costruita ai primi del XX secolo come parte della rete tranviaria di Varese, fu abbandonata negli anni 1950 e quindi rimessa in funzione nel 2000.
La sommità del monte si erge sino alla massima quota di 883 metri.

## Galleria d'immagini

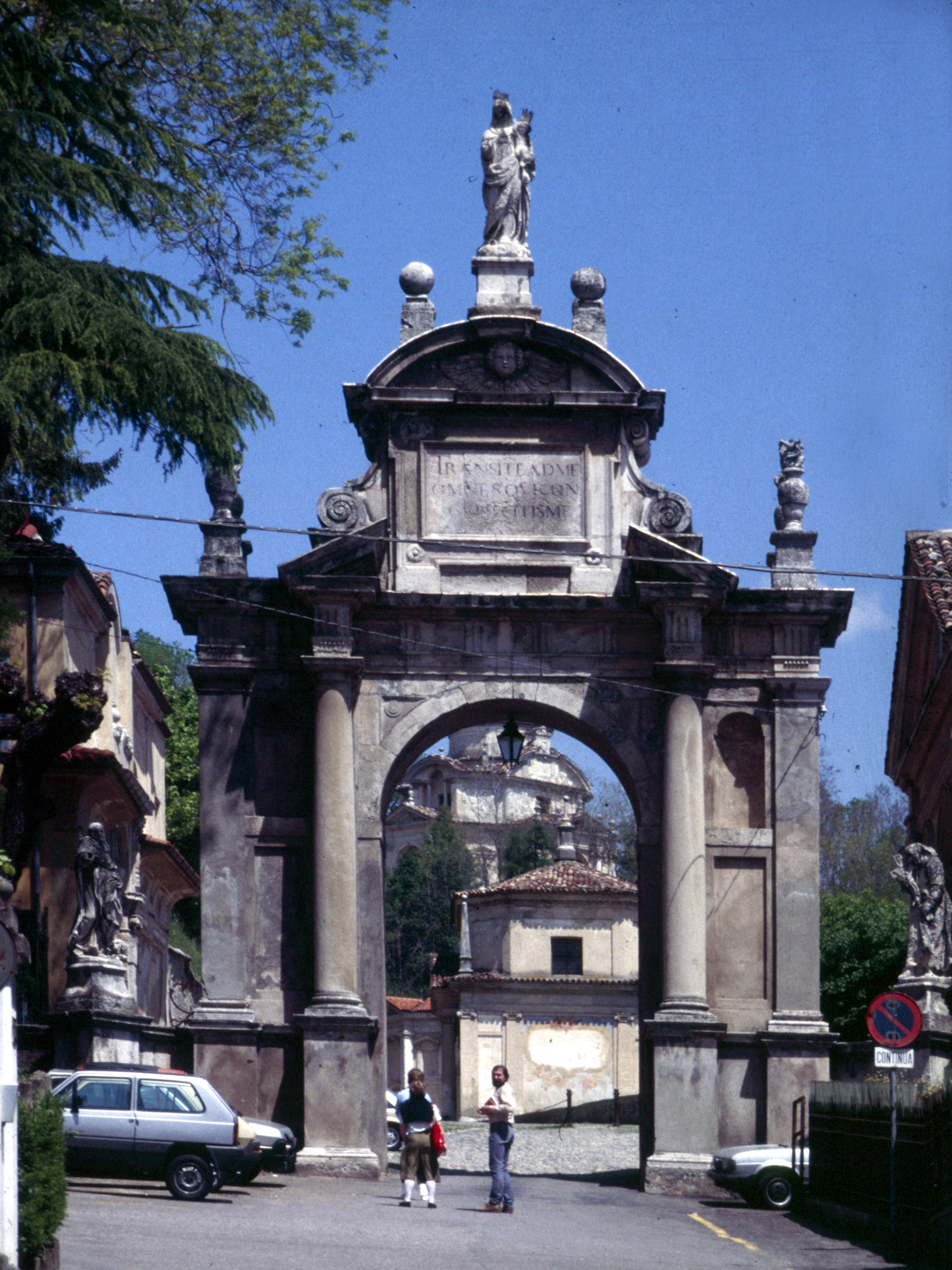
Arco d'ingresso
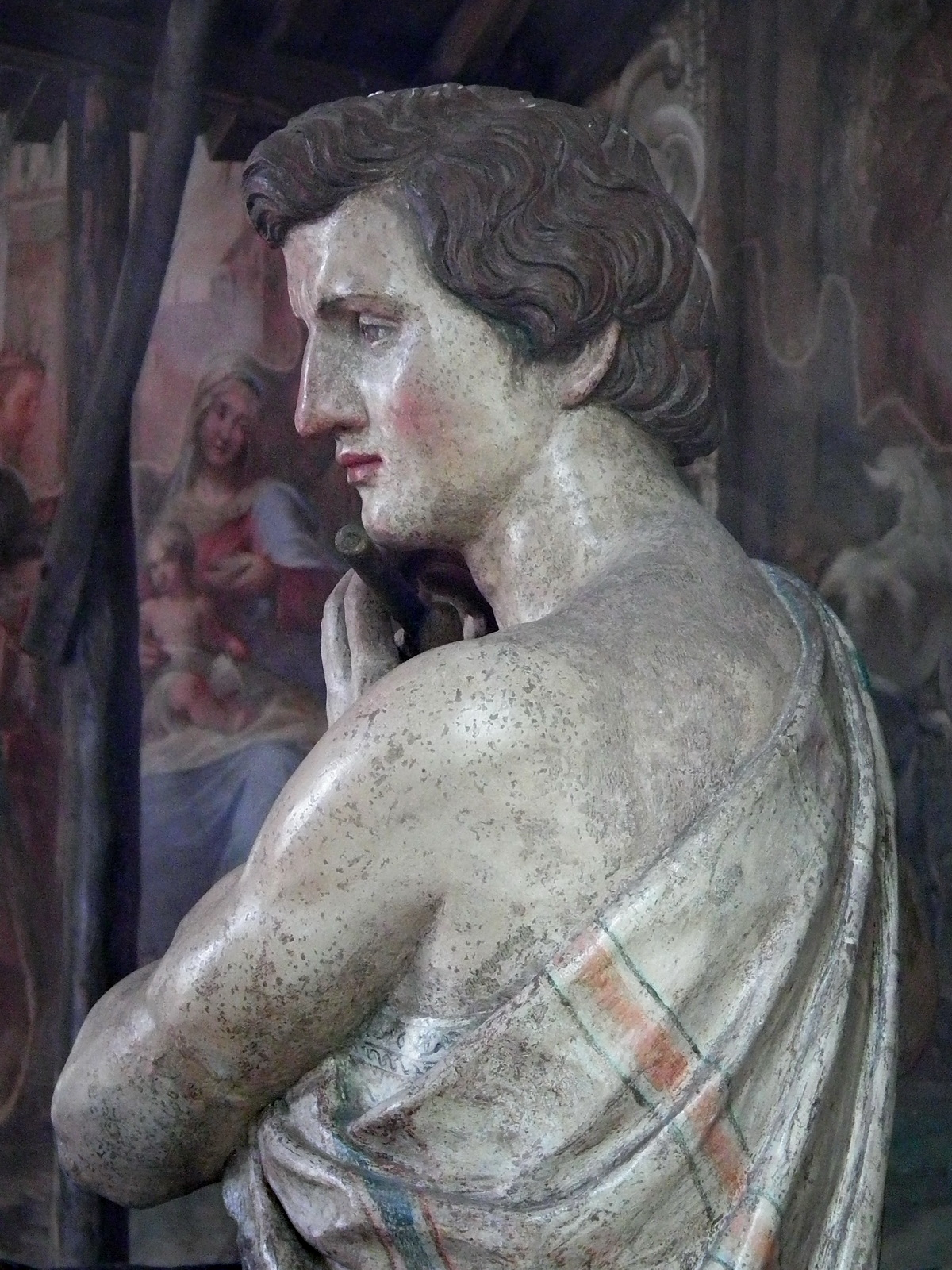
Cappella III, La Natività di Gesù
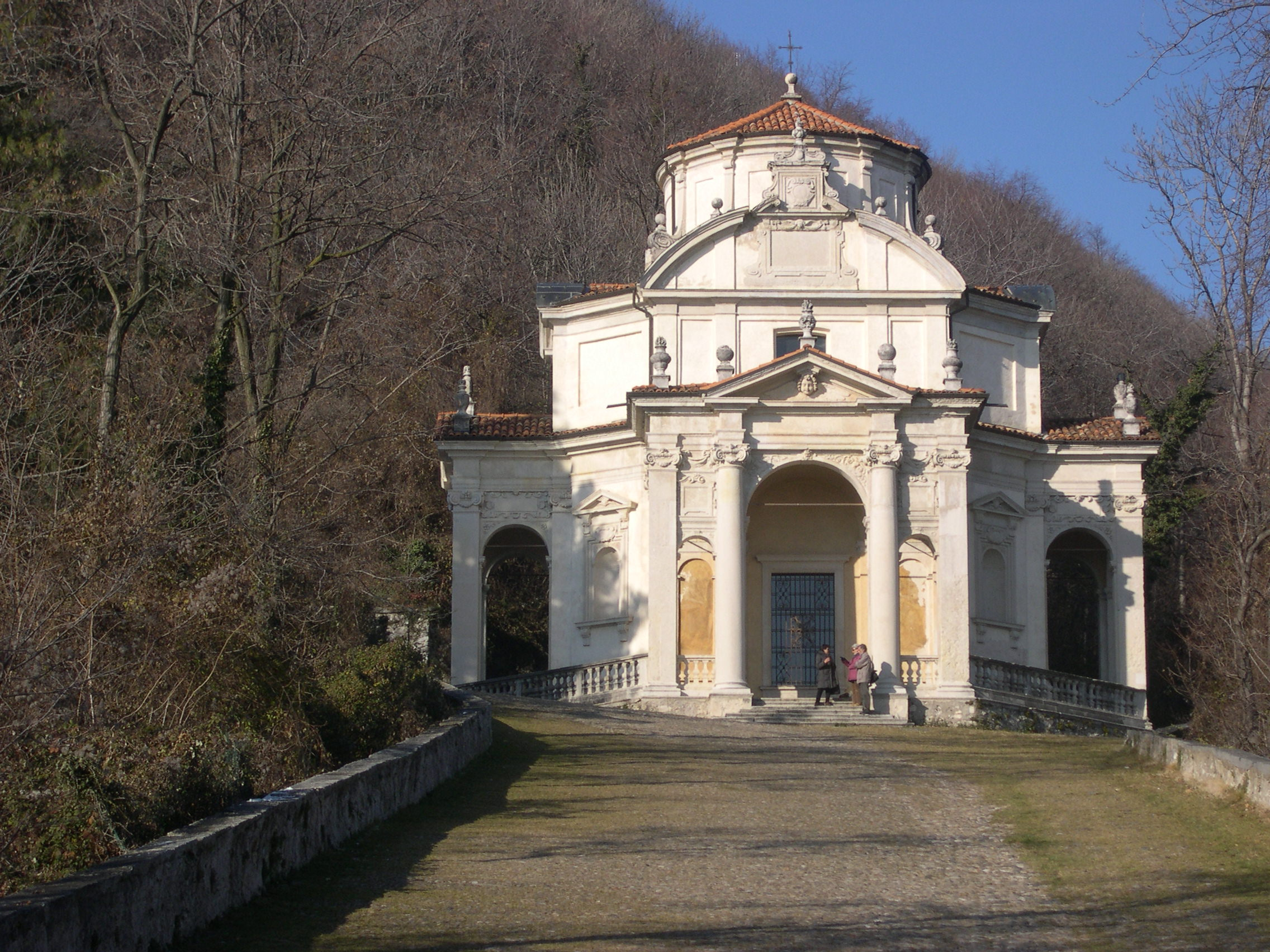
Cappella V, La disputa coi Dottori
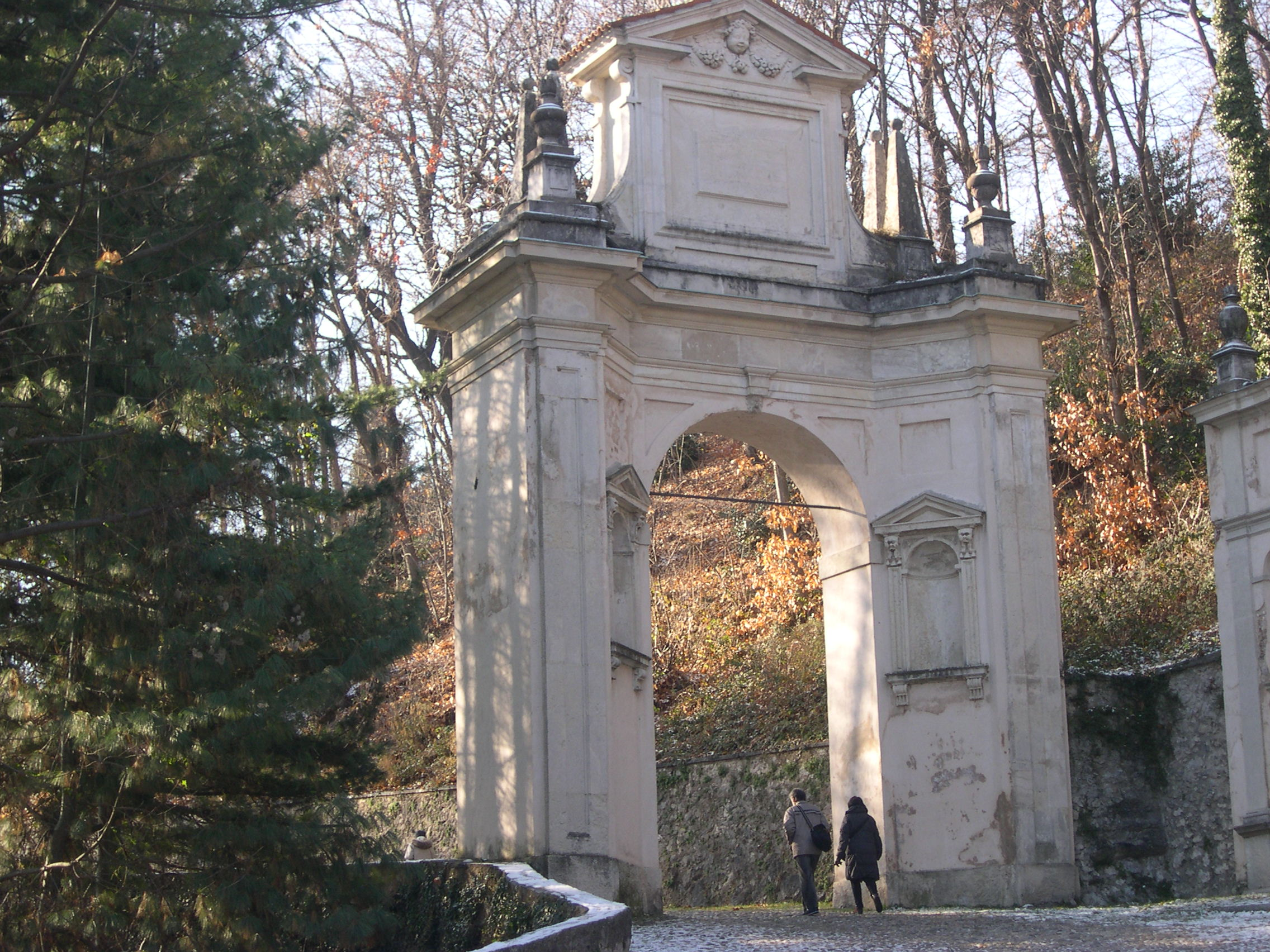
L'arco di S. Carlo
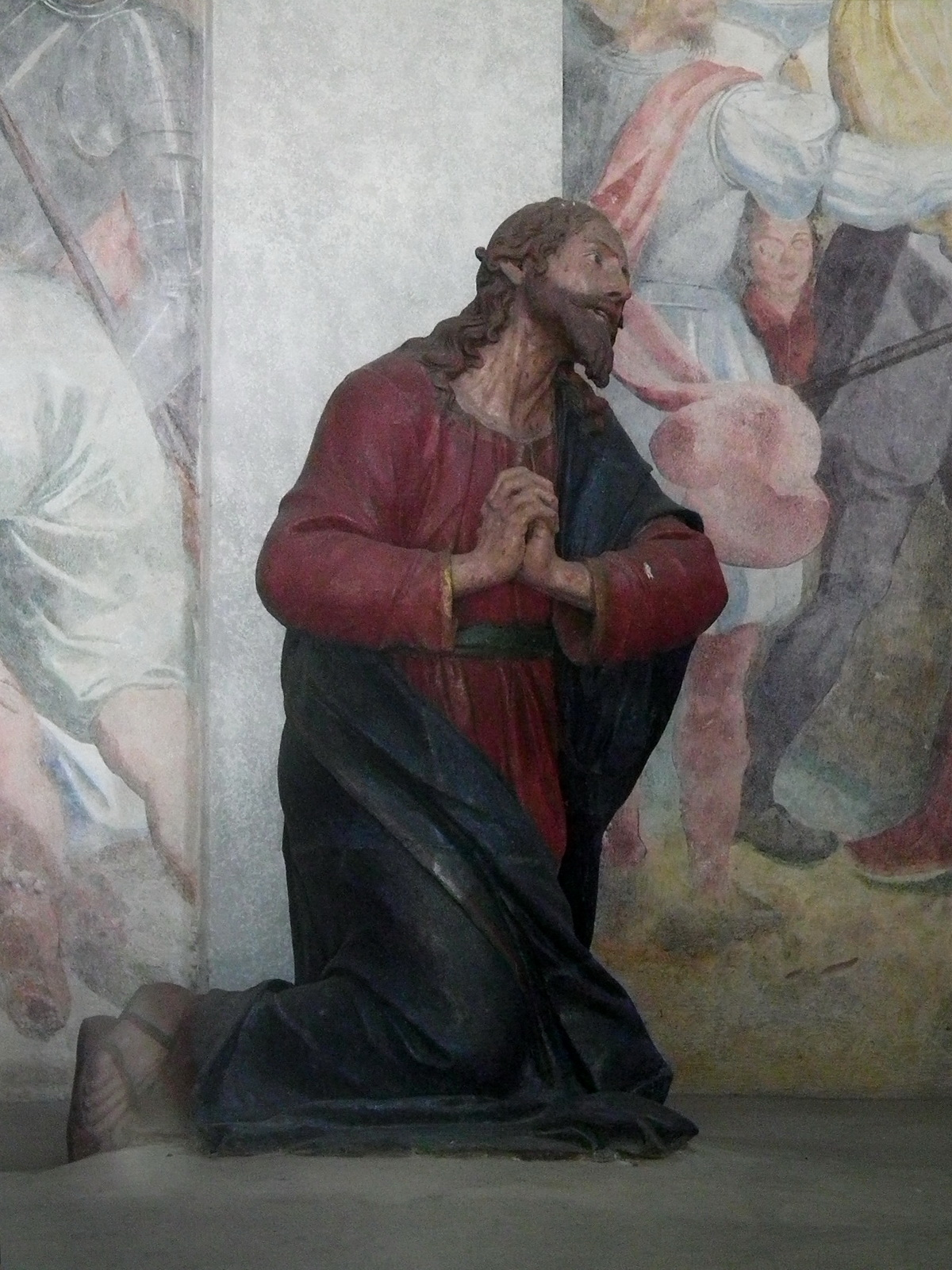
Cappella VI, Orazione nell'orto
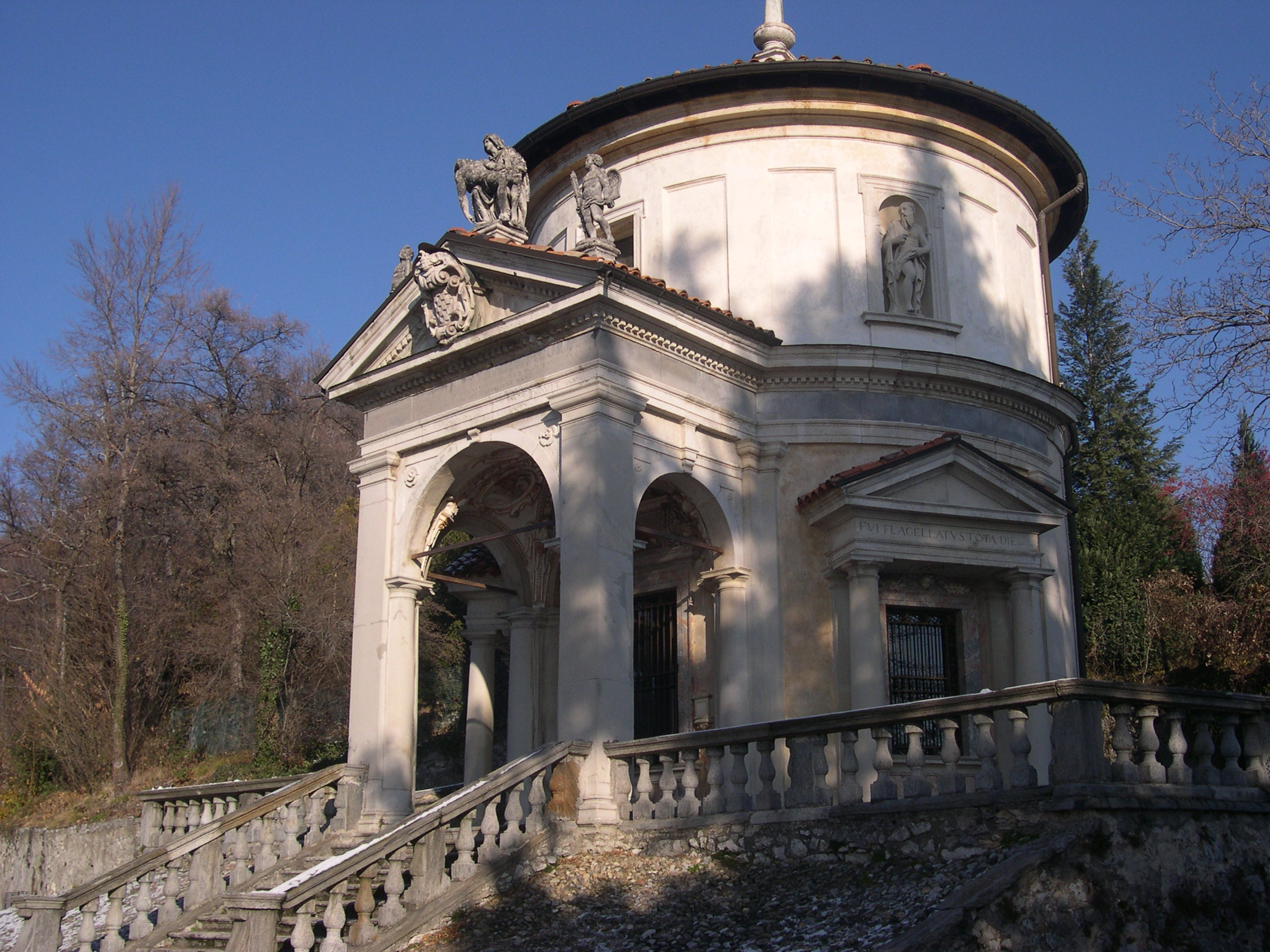
Cappella VII, La flagellazione
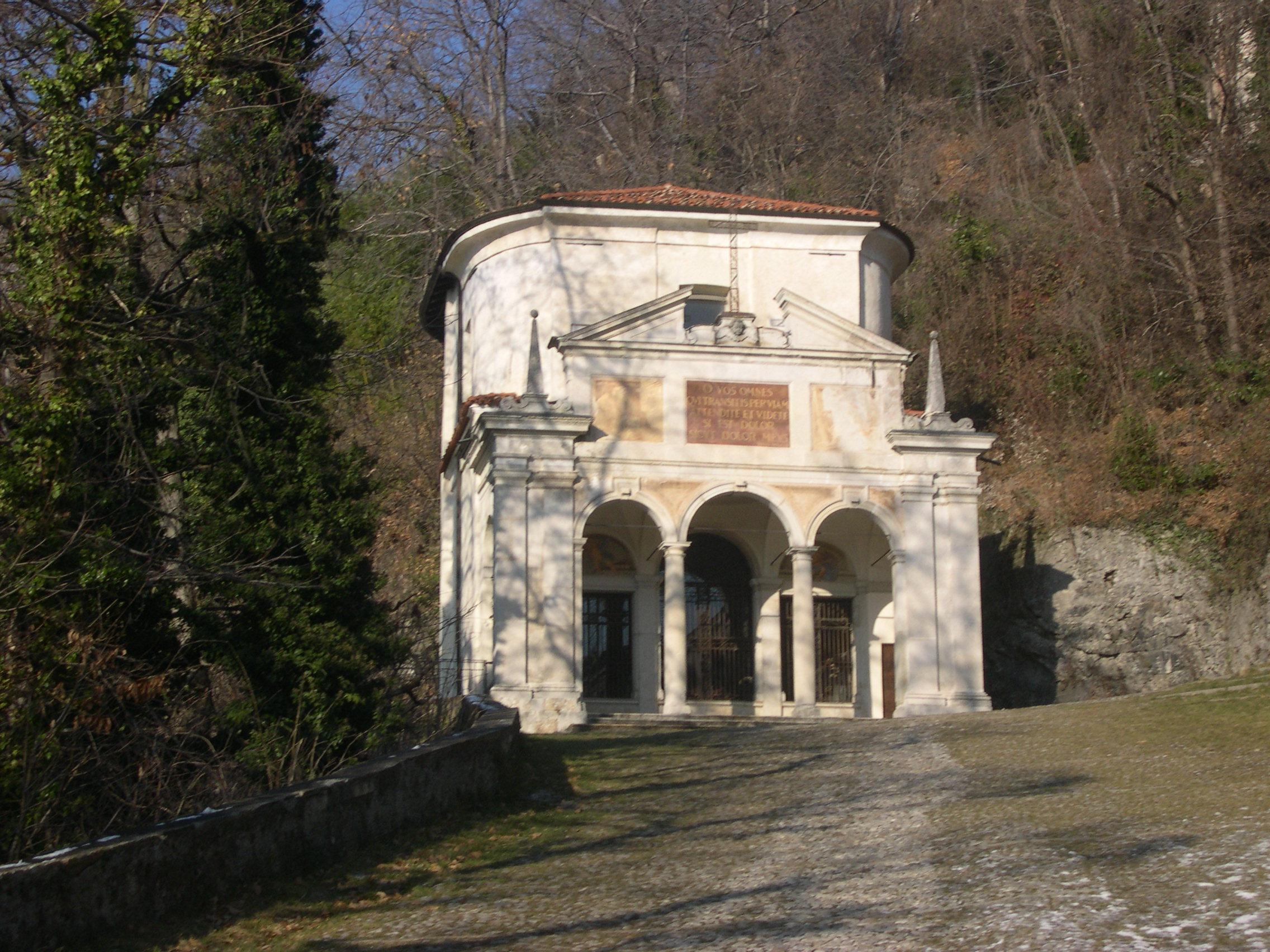
Cappella X, La Crocifissione
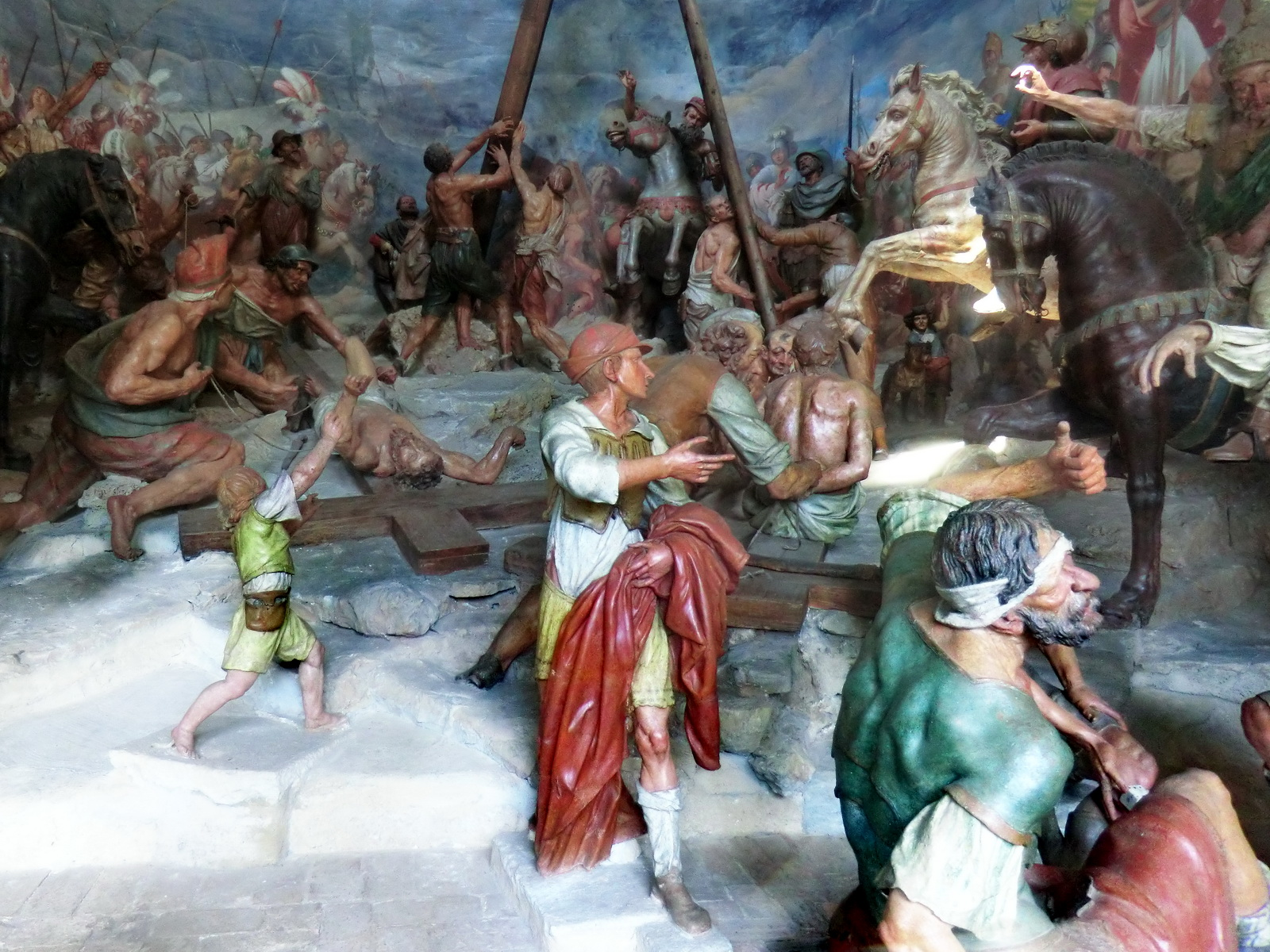
Cappella X, Crocifissione
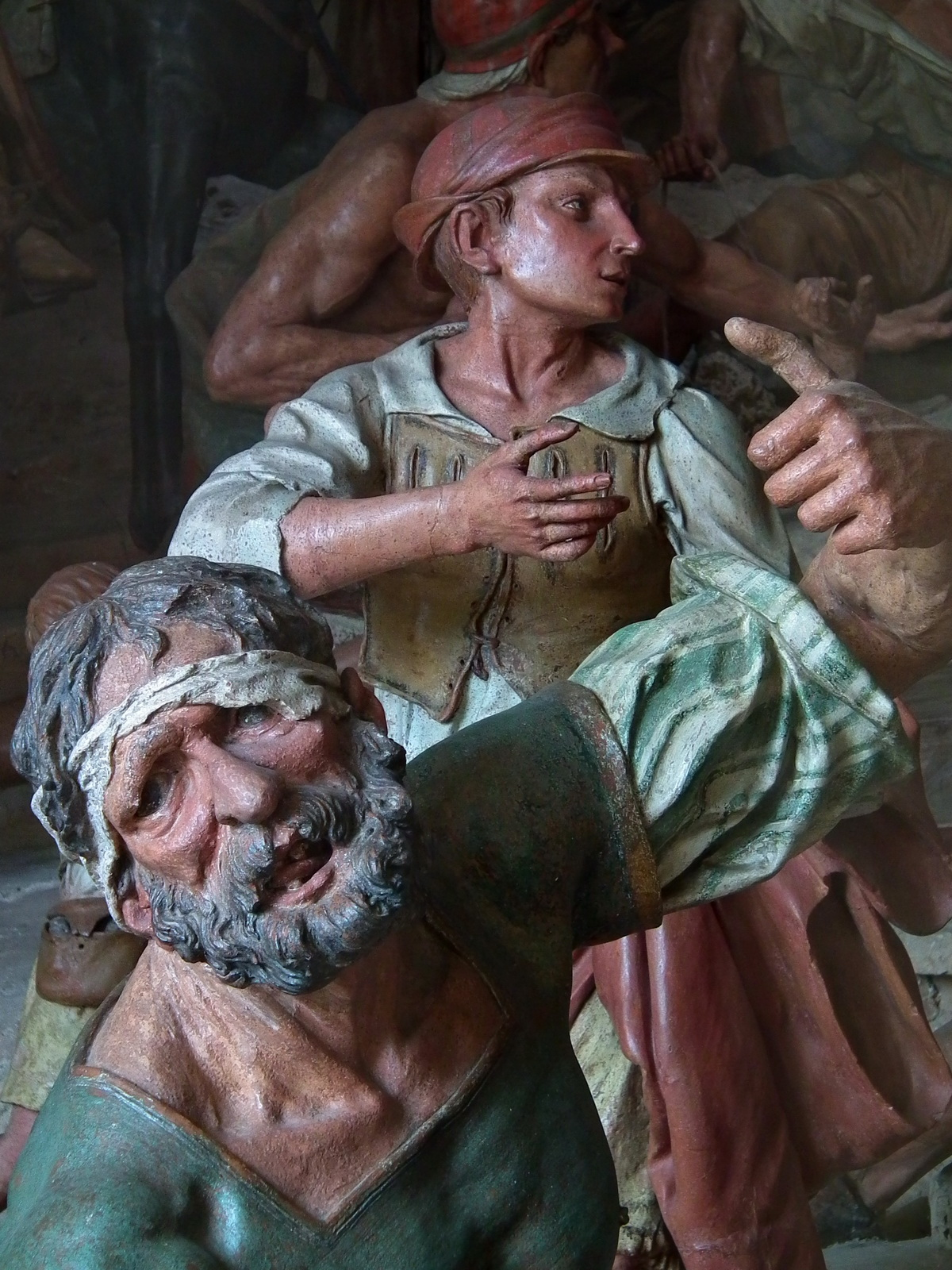
Dionigi Bussola, statue della decima cappella (La Crocifissione)
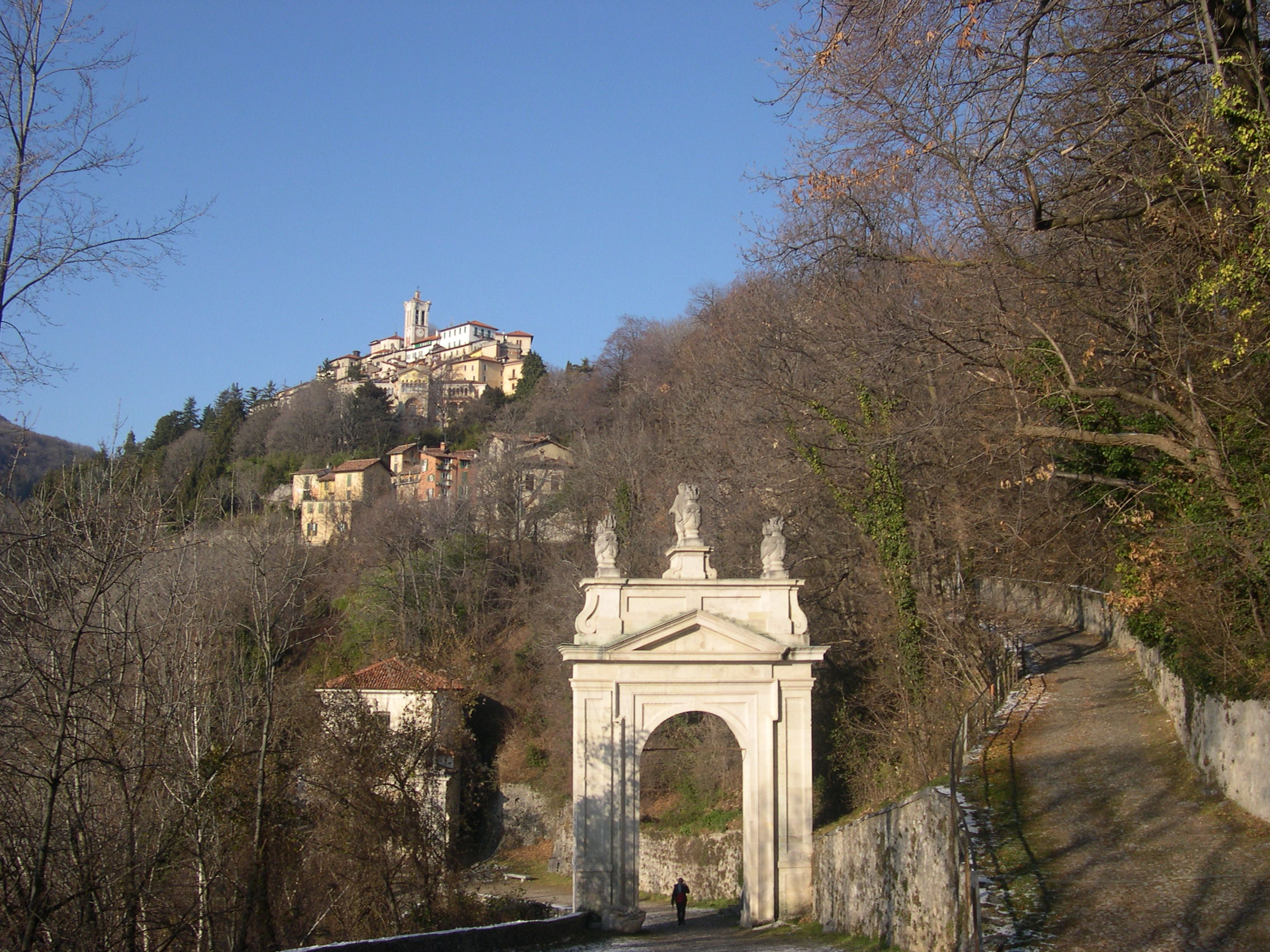
L'arco di S. Ambrogio
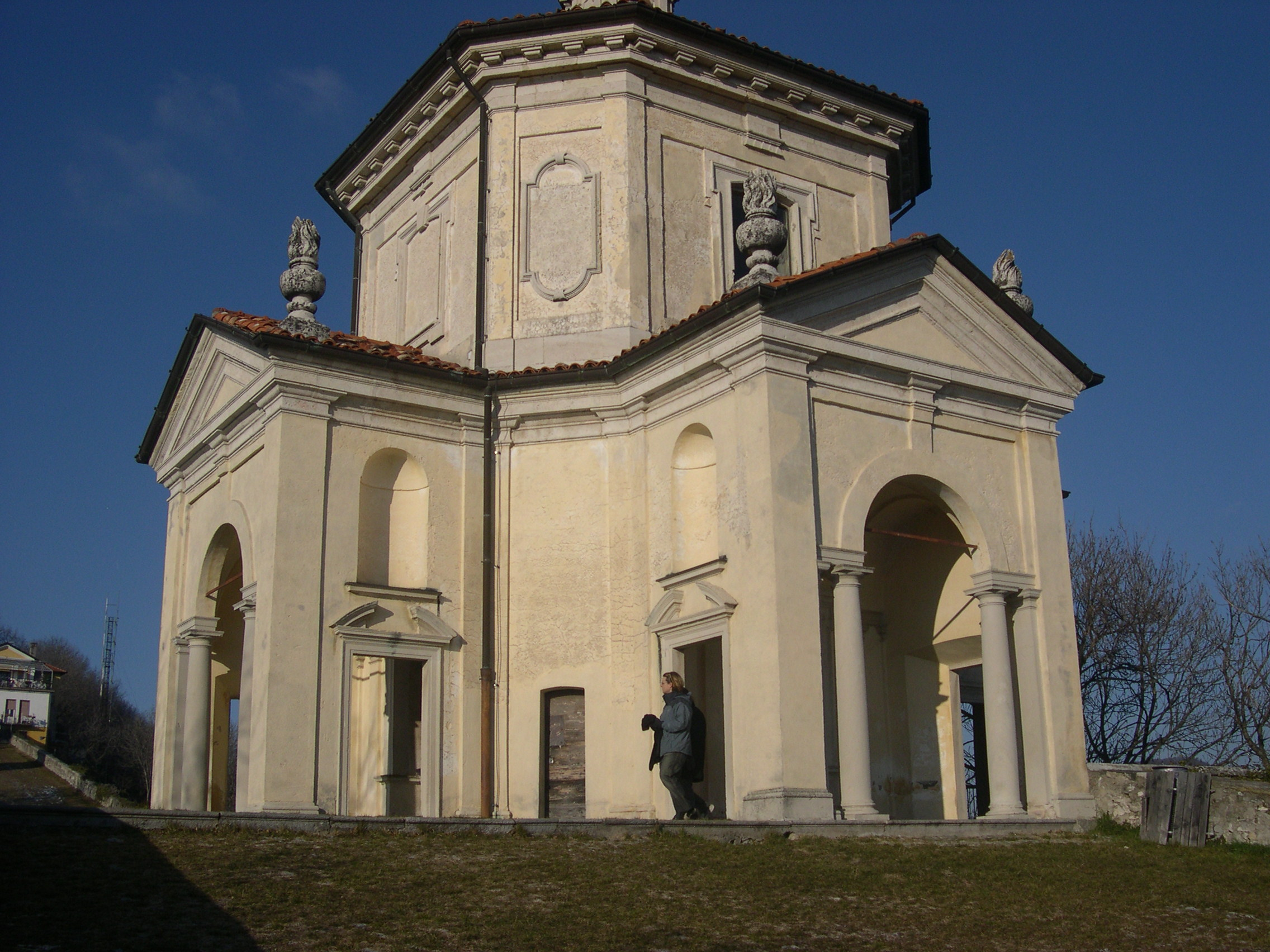
Cappella XIV, Ascensione di Maria
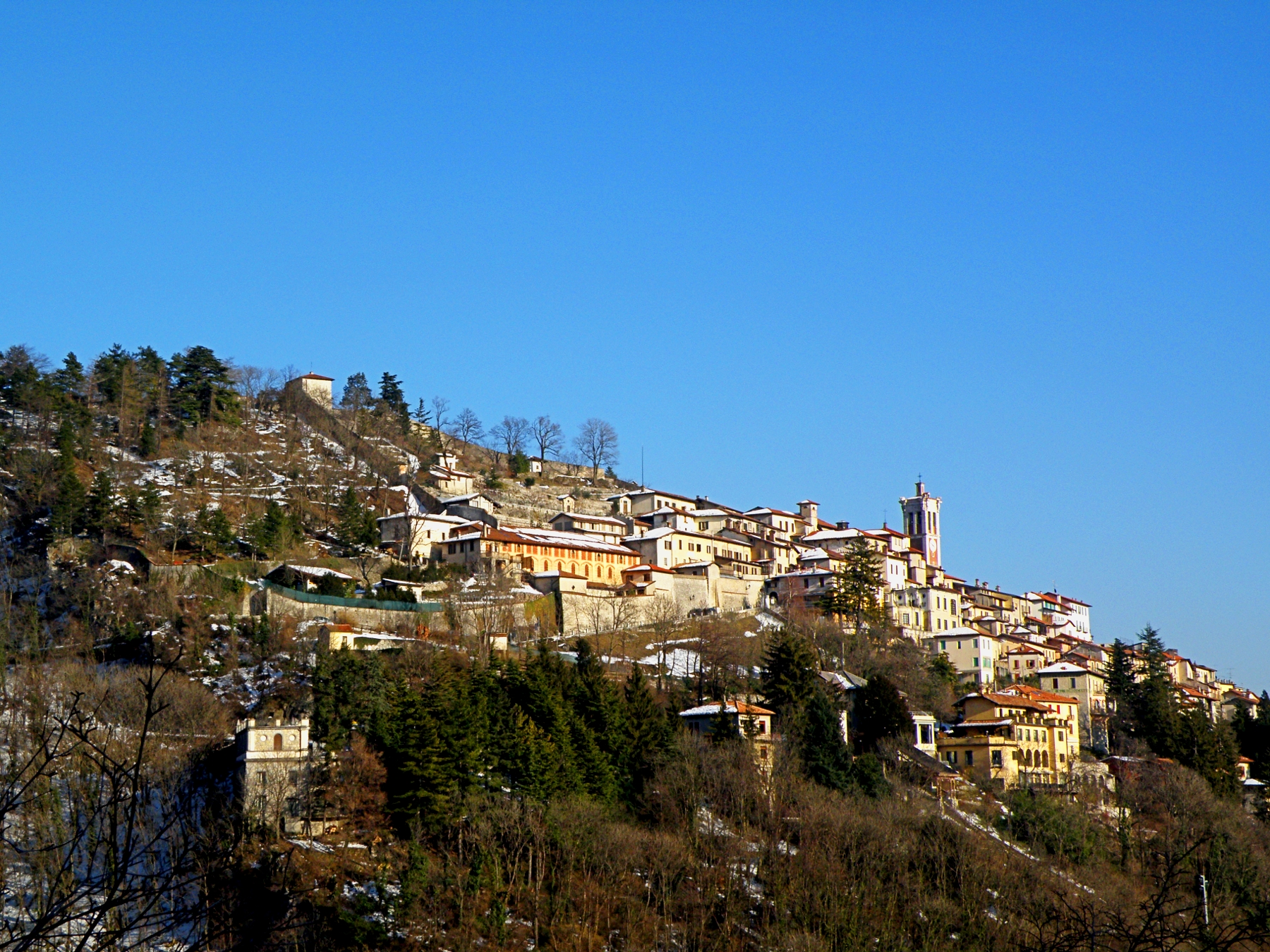
Santa Maria del Monte